# 張銓 (永定侯)
張銓，安徽定遠人，明朝初期軍事將領。

## 生平
其早年跟從朱元璋起兵，攻取太平、集慶、鎮江、常州、婺州、江州、鄂渚，官生指揮僉事。后進攻中原等地，升任都督僉事。后主持修建齊王府，竣工后于周德興進攻五溪，平定叛亂。后征戰雲南，從傅友德平定烏撒、曲靖、普定、龍海、孟定等叛亂。洪武二十三年封永定侯。